# Gottfried Malmström
Filip Johannes Gottfried Malmström, född den 17 juni 1865 i Kärda församling, Jönköpings län, död den 7 mars 1929 i Jönköping, var en svensk ämbetsman. Han var far till Åke Malmström.
Malmström blev student vid Lunds universitet 1884 och avlade examen till rättegångsverken där 1892. Han blev extra ordinarie landskontorist i Jönköpings län 1895,  ordinarie landskontorist 1904, länsbokhållare 1905, var tillförordnad lanträntmästare där 1907–1908, blev länsassessor 1917 och landskamrerare 1928. Malmström blev riddare av Vasaorden 1921. Han vilar på Slottskyrkogården i Jönköping.